# ملیک- (نام خانوادگی)
ملیک- (زبان ارمنی: Մելիք-), یکی از نام‌های خانوادگی رایج در میان ارمنیان می‌باشد.
- هوهانس ملیک-آقامالیان
- ایساهاک ملیک-آقامالیان
- آرام ملیک-استپانیان
- کاراپت ملیک-اوهانجانیان
- آرام ملیک-استپانیان
- امانوئل ملیک آصلانیان
- استپان ملیک-باخشیان
- هوهانس ملیک-پاشایف
- آلکساندر ملیک-پاشایف
- گریگور ملیک-آواگیان
- آرتاشس ملیک-آدامیان
- زاون ملیک-تانگیف
- گراسیم ملیک-گریگوریان
- پیش‌نویس:نرسس ملیک تانگیان
- پیش‌نویس:هغینه ملیک-هایگازیان
- پیش‌نویس:گریگور ملیک-سارگسیان
- پیش‌نویس:سوقومون ملیک هاکوبیان
- پیش‌نویس:شوغاکات ملیک-گالستیان
- پیش‌نویس:اولگا ملیک-ورتانسیان
- دودمان ملیک شاه‌نظریان
- میکائیل لوریس-ملیکوف